# بنیاد پژوهش آلمان

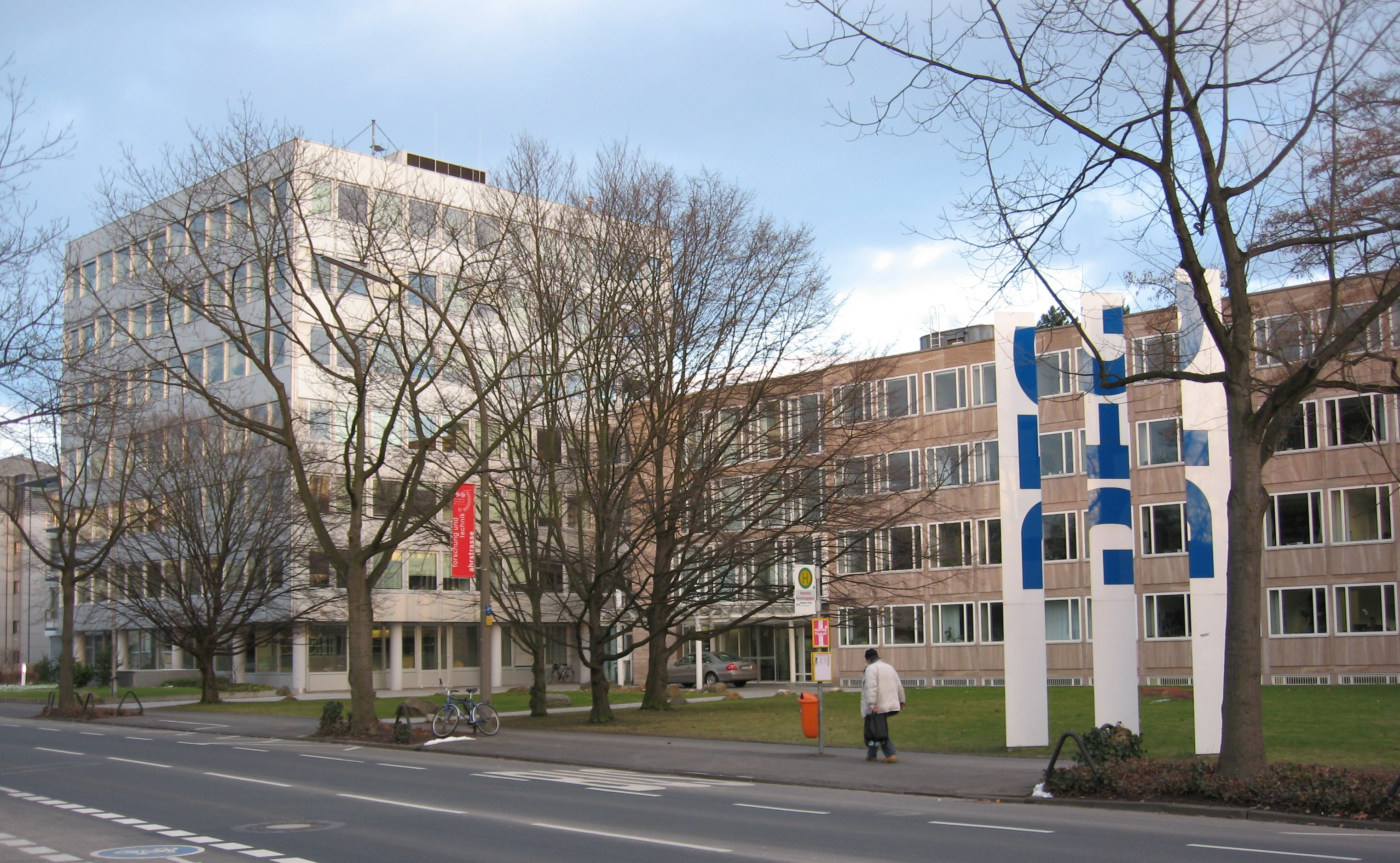
ساختمان مرکزی بنیاد پژوهش آلمان در بن

بنیاد پژوهش آلمان (د.اف.گ) (به آلمانی Deutsche Forschungsgemeinschaft یا DFG، بنیاد پژوهشی خودگردان دانش و بزرگ‌ترین تامین‌کننده مالی فعالیت‌های پژوهشی در آلمان و اروپا است. این سازمان از پروژه‌های پژوهشی حمایت کرده و بودجهٔ آن به‌طور عمده توسط مؤسسه‌های آموزش عالی جذب می‌شود. این بنیاد هم چنین از توسعهٔ همکاری بین پژوهشگران حمایت کرده و به مجالس قانون گذاری و نهادهای دولتی خدمات مشاوره‌ای ارائه می‌دهد.
سازمان مرکزی دی.اف.گ در بن قرار دارد. 

## تاریخچه
دی.اف.گ در سال ۱۹۳۷ پس از بازآرایی سازمانی یک بنیاد علمی قدیمی تر که Notgemeinschaft der Wissenschaft (NG) نام داشت، ایجاد شد. پس از جنگ جهانی دوم دی.اف.گ در سال ۱۹۴۵غیرفعال شد و پس از تشکیل جمهوری فدرال آلمان در سال ۱۹۴۹ دوباره با نام Ng شروع بکار کرد. در سال ۱۹۵۱ نام این بنیاد دوباره به دی.اف.گ بازگردانده شد.